# Varekai

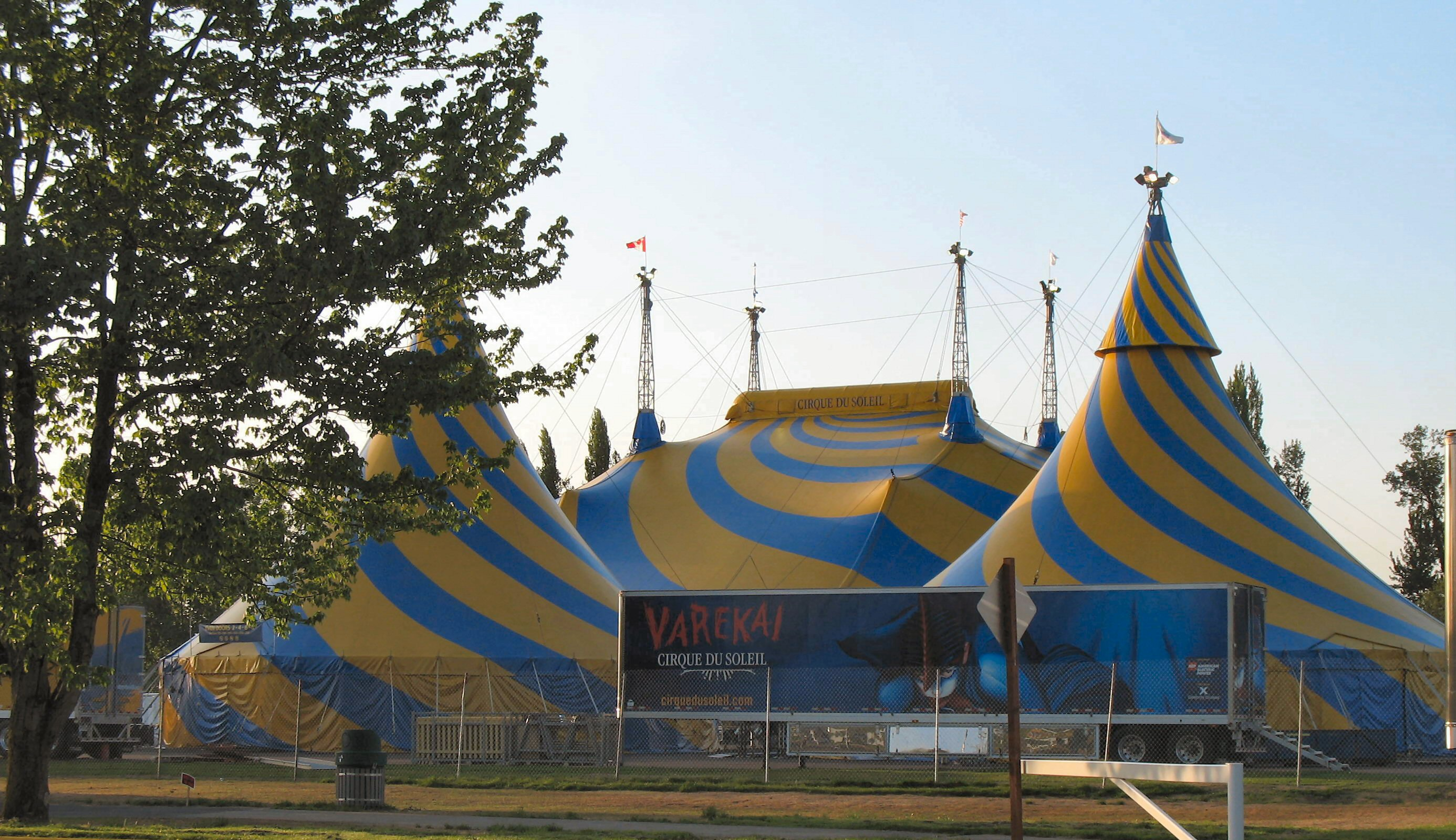
Envelat de Varekai

Varekai és un espectacle de Cirque du Soleil que va ser estrenat a Mont-real el 2002. El seu títol significa literalment "on sigui" en la llengua romaní, i el xou és un tribut "acrobàtic a l'esperit nòmada".
La trama està basada lliurement en el mite grec d'Ícaro, al qual se li fonen les seves ales després de volar massa a prop del sol. En lloc d'ofegar-se al mar, a Varekai, Icarus aterra en les terres d'un frondós bosc, en el qual les criatures li ensenyen a volar de nou.

## Tour

### Europa
- 'Barcelona, Espanya - Del 5 de Novembre 2010 al 2 de Gener 2011.

### Àsia
- Taipei, Taiwan - Del 20 de Gener 2011 al 6 de Març 2011.
- Seül, Corea del Sud - Del 6 d'Abril 2011 al 29 de Maig 2011.
- Manila, Filipines - Pròximament.

### Sud-amèrica
- Pròximament a Brasil, Argentina, Xile, Peru i Colòmbia.

## El Xou

### Sobre l'espectacle
En un bosc llunyà, al cim d'un volcà, hi ha un món extraordinari. Un món on tot és possible. Un món anomenat Varekai.
La història de Varekai' comença quan un jove cau del cel al mig d'un bosc misteriós i màgic, en un lloc fabulós on viuen criatures fantàstiques. El jove es llança a una aventura extraordinària. Aquell dia, en aquest lloc llunyà on tot és possible, comença l'encant d'una nova vida.
La paraula 'varekai' significa 'en qualsevol lloc' en llengua romaní, la llengua dels eterns nòmades. Varekai' és un homenatge a l'esperit nòmada, a l'ànima i a l'art de la tradició del circ així com a la infinita passió dels que busquen el camí que porta a Varekai.

### Números
- 'El vol d'Ícaro'. Amb agilitat, maestria i sensibilitat, un jove realitza sorprenents vols en picada i contorsions a la xarxa que el manté captiu.

- 'Jocs Icarians'. Els Jocs Icarians, una antiga disciplina de les arts circenses pràcticament desapareguda a la cultura circense contemporània d'avui, torna a la pista central. Els membres d'una mateixa família solen presentar aquest número molt arrelat a la tradició. Com a tribut a aquesta tradició, els Icarians juntament amb altres acròbates encarnen aquesta espectacular exhibició de malabarismes humans. El cos humà es converteix en catapulta i recollidor en un número elaborat, explosiu i amb gran càrrega coreogràfica que requereix fortalesa, equilibri i agilitat.

- Meteors d'aigua. Tres joves acròbates fan girar, per a sobre dels seus caps i a gran altura, unes cordes amb uns meteors de metall als extrems. Manejant les seves cordes amb una agilitat extraordinària, realitzen a més unes figures acrobàtiques increïbles.

### Números còmics
¡Què seria d'un circ sense els seus pallassos! Mooky i Steven diverteixen el públic assistent amb un número que és senzillament absurd.
- Triple trapezi. Quatre dones joves realitzaran una sèrie de moviments acrobàtics impressionants, fent gala de gràcia, sensualitat i d'una sincronització impecable.

- Dansa Georgiana. Aquest número s'inspira en la llarga tradició de resistència dels georgians davant dels diferents invasors a qui es van haver d'enfrontar amb el pas dels segles. Els moviments dels ballarins evoquen els combats lliurats pels georgians contra les potències veïnes desitjoses de conquerir el seu territori. Un número de resistència, precisió i una dosi de frenesí.

- Superfície lliscant, els artistes s'impulsen, es creuen entre si, es llancen i s'atrapen per crear la il·lusió de patinar.

- Cèrcol aeri Suspesa a gran altura sobre l'escenari o volant pels aires sobre el seu cèrcol, una jove realitza una sèrie d'exercicis fent gala de la seva flexibilitat i fortalesa.

- Sol sobre crosses, l'artista enfilat sobre unes crosses trontolla en una dansa emocionant.

- Corretges aèries, dos acròbates penjats dels canells a unes cordes fan com si llisquessin amb elegància per sobre de l'escenari, realitzant unes piruetes acrobàtiques originals en una ostentació sincronitzada de precisió i potència. Amb una corretja doble, els dos artistes es fonen en un en ple vol per realitzar una sèrie d'exercicis acrobàtics impressionants.

- Malabarismes. Un virtuós dels malabarismes, Octavio Alegria, manipula bitlles, pilotes de futbol, barrets i pilotes de ping pong amb les mans, els peus, el cap i fins i tot la boca.

- Equilibri sobre unes barres. La gràcia, fortalesa i flexibilitat d'Irina resulten sorprenents, mentre manté l'equilibri sobre una sèrie de vares estratègicament ubicades. Recolzada sobre les mans o els peus, fa contorsions sobre les vares per mantenir un equilibri delicat.

- Gronxadors russos. Impulsats per dos trapezis russos, els acròbates es llancen pels aires fins a aterrar sobre els canells creuats dels seus companys o sobre una tela de seguretat. Els acròbates, amb les seves gestes d'audàcia sense igual, s'atreveixen fins i tot a saltar d'un trapezi en moviment a un altre.

### Personatges
- Ícar, Innocent i vulnerable, es troba ferit en un món desconegut. El seu desig de viure i vèncer les seves pors li impulsarà a superar-se i a tornar a néixer.

- La Promesa. Una criatura exòtica que encisa Ícar amb la seva bellesa i sensualitat. Es convertirà en la llum que el guiarà i ell, a la vegada, serà el catalitzador de la seva metamorfosi.

- El Guia, és com un avi amable i fràgil: un ancià savi la missió del qual consisteix a inspirar i provocar el canvi.

- El Guaita/Científic boig i inventor enginyós, col·leccionista dels records del món i intèrpret de senyals, aquest és un home que rep senyals, transforma els sons i fa hipòtesis sobre dificultats i tribulacions futures. Viu al seu niu-laboratori.

## Video i música
Una banda sonora que recull part del vast repertori de música del món on cada peça sembla evocar una reunió o juxtaposició de diferents cultures. Una combinació de sons del ritual hawaià, cançons de trobadors del segle xi del sud de França, melodies tradicionals armènies i música gospel amb arranjaments contemporanis que conjuren l'univers musical exclusiu de VAREKAI. "Una banda sonora que recull part del vast repertori de música del món on cada peça sembla evocar una va reunir o juxtaposició de diferents cultures. Una combinació de sons del ritual hawaià, cançons de trobadors del segle Xi del sud de França, melodies tradicionals armènies i música gospel amb arranjaments contemporanis que conjurin l'univers musical exclusiu de Varekai. "
1. Aureus
2. Rain One
3. Le Reveur
4. Vocea
5. Moon Licht
6. Rubeus
7. Patzivota
8. El Pendulo
9. Gitans
10. Kero Hireyo
11. Infinitus
12. Lubia Dobarstan
13. Emballa
14. Oscillum
15. Funambul
16. Resolution

## Creadors
- Guy Laliberté - Guia
- Dominic Champagne - Escriptor i director
- Andrew Watson - Director de creació
- Estéphane Roy - Escenògraf
- Eiko Ishioka - Dissenyadora de vestidor
- Violaine Corradi - Compositora
- Michael Montanaro - Coreògraf
- Bill Shannon - Coreògraf
- Jaque Paquín - Dissenyador de rigging
- Escac Paquín - Dissenyador de rigging
- Nol van Genuchten - Dissenyador d'il·luminació
- François Bergeron - Dissenyador de so
- Francis Laporte - Dissenyador de projeccions
- Cahal Mccrystal - Creador dels noms de pallassos
- André Simard - Creador de números aeris
- Natalie Gagné - Dissenyadora de maquillatge